# NGC 1035
NGC 1035 este o emission-line galaxy⁠(d) situată în constelația Balena. A fost descoperită în 10 ianuarie 1785 de către William Herschel. Se află la o distanță de 15,56 megaparseci de Pământ.